# Liste des planètes mineures (730001-731000)
Voici la liste des planètes mineures numérotées de 730001 à 731000. Les planètes mineures sont numérotées lorsque leur orbite est confirmée, ce qui peut parfois se produire longtemps après leur découverte. Elles sont classées ici par leur numéro.

## Planètes mineures 730001 à 731000
- (730001) 2011 UW129
- (730002) 2011 UR130
- (730003) 2011 UA132
- (730004) 2011 UB132
- (730005) 2011 UO132
- (730006) 2011 US132
- (730007) 2011 UU133
- (730008) 2011 UX133
- (730009) 2011 UT135
- (730010) 2011 UV138
- (730011) 2011 UA140
- (730012) 2011 UC140
- (730013) 2011 UR142
- (730014) 2011 UK143
- (730015) 2011 UQ145
- (730016) 2011 UY147
- (730017) 2011 UV149
- (730018) 2011 UQ151
- (730019) 2011 UY155
- (730020) 2011 UM158
- (730021) 2011 UO159
- (730022) 2011 UL166
- (730023) 2011 UN167
- (730024) 2011 UX168
- (730025) 2011 UY169
- (730026) 2011 UE170
- (730027) 2011 UF178
- (730028) 2011 UU182
- (730029) 2011 UC187
- (730030) 2011 UJ189
- (730031) 2011 UM200
- (730032) 2011 UO205
- (730033) 2011 UR213
- (730034) 2011 UX214
- (730035) 2011 UU218
- (730036) 2011 UM222
- (730037) 2011 UU222
- (730038) 2011 UJ226
- (730039) 2011 UW226
- (730040) 2011 UP235
- (730041) 2011 UX236
- (730042) 2011 UK239
- (730043) 2011 UT241
- (730044) 2011 UA243
- (730045) 2011 UO244
- (730046) 2011 UU245
- (730047) 2011 UX256
- (730048) 2011 UH257
- (730049) 2011 UY257
- (730050) 2011 UY259
- (730051) 2011 UF262
- (730052) 2011 UY264
- (730053) 2011 UV269
- (730054) 2011 UG271
- (730055) 2011 UR279
- (730056) 2011 UD286
- (730057) 2011 UC290
- (730058) 2011 UL295
- (730059) 2011 UE296
- (730060) 2011 UL296
- (730061) 2011 UB297
- (730062) 2011 UP298
- (730063) 2011 UK302
- (730064) 2011 UV303
- (730065) 2011 UR304
- (730066) 2011 UZ306
- (730067) 2011 UF313
- (730068) 2011 UP318
- (730069) 2011 UU318
- (730070) 2011 UM321
- (730071) 2011 UO321
- (730072) 2011 UF322
- (730073) 2011 UU327
- (730074) 2011 UF328
- (730075) 2011 UO330
- (730076) 2011 UJ332
- (730077) 2011 UE333
- (730078) 2011 UG337
- (730079) 2011 UZ348
- (730080) 2011 UP349
- (730081) 2011 UT356
- (730082) 2011 UX356
- (730083) 2011 UZ358
- (730084) 2011 UG360
- (730085) 2011 UM360
- (730086) 2011 UF366
- (730087) 2011 UR368
- (730088) 2011 UV369
- (730089) 2011 UY369
- (730090) 2011 UH375
- (730091) 2011 UL377
- (730092) 2011 UK385
- (730093) 2011 UD388
- (730094) 2011 UU388
- (730095) 2011 UQ391
- (730096) 2011 UO395
- (730097) 2011 UO400
- (730098) 2011 UJ406
- (730099) 2011 UG408
- (730100) 2011 UK415
- (730101) 2011 UQ418
- (730102) 2011 UJ419
- (730103) 2011 UX421
- (730104) 2011 UN422
- (730105) 2011 UP423
- (730106) 2011 UE424
- (730107) 2011 UU424
- (730108) 2011 UZ425
- (730109) 2011 UN427
- (730110) 2011 UV438
- (730111) 2011 UW442
- (730112) 2011 UA445
- (730113) 2011 UQ448
- (730114) 2011 US449
- (730115) 2011 UN452
- (730116) 2011 UZ453
- (730117) 2011 UA456
- (730118) 2011 UG461
- (730119) 2011 UN464
- (730120) 2011 UQ464
- (730121) 2011 UN465
- (730122) 2011 UA467
- (730123) 2011 UB482
- (730124) 2011 UM485
- (730125) 2011 UF494
- (730126) 2011 UW495
- (730127) 2011 VY1
- (730128) 2011 VA5
- (730129) 2011 VH6
- (730130) 2011 VY6
- (730131) 2011 VC19
- (730132) 2011 VS20
- (730133) 2011 VJ26
- (730134) 2011 VT27
- (730135) 2011 VA28
- (730136) 2011 VV30
- (730137) 2011 VP35
- (730138) 2011 WH
- (730139) 2011 WF5
- (730140) 2011 WF6
- (730141) 2011 WQ8
- (730142) 2011 WY8
- (730143) 2011 WT13
- (730144) 2011 WD16
- (730145) 2011 WT17
- (730146) 2011 WT21
- (730147) 2011 WU23
- (730148) 2011 WV26
- (730149) 2011 WC31
- (730150) 2011 WZ37
- (730151) 2011 WQ38
- (730152) 2011 WB41
- (730153) 2011 WQ48
- (730154) 2011 WB56
- (730155) 2011 WD62
- (730156) 2011 WV62
- (730157) 2011 WU63
- (730158) 2011 WT64
- (730159) 2011 WB65
- (730160) 2011 WQ67
- (730161) 2011 WK70
- (730162) 2011 WV75
- (730163) 2011 WA77
- (730164) 2011 WK81
- (730165) 2011 WB83
- (730166) 2011 WE84
- (730167) 2011 WK89
- (730168) 2011 WE92
- (730169) 2011 WS93
- (730170) 2011 WZ93
- (730171) 2011 WK98
- (730172) 2011 WP100
- (730173) 2011 WV101
- (730174) 2011 WJ103
- (730175) 2011 WR104
- (730176) 2011 WB105
- (730177) 2011 WO106
- (730178) 2011 WO108
- (730179) 2011 WA109
- (730180) 2011 WN109
- (730181) 2011 WG111
- (730182) 2011 WK112
- (730183) 2011 WS119
- (730184) 2011 WH121
- (730185) 2011 WU124
- (730186) 2011 WB126
- (730187) 2011 WW126
- (730188) 2011 WY126
- (730189) 2011 WO127
- (730190) 2011 WT130
- (730191) 2011 WA134
- (730192) 2011 WJ134
- (730193) 2011 WD135
- (730194) 2011 WY136
- (730195) 2011 WB139
- (730196) 2011 WS140
- (730197) 2011 WO146
- (730198) 2011 WR148
- (730199) 2011 WR160
- (730200) 2011 WP161
- (730201) 2011 WA162
- (730202) 2011 WM162
- (730203) 2011 WP166
- (730204) 2011 WQ166
- (730205) 2011 WV167
- (730206) 2011 WY167
- (730207) 2011 WR168
- (730208) 2011 WU171
- (730209) 2011 WW175
- (730210) 2011 WN177
- (730211) 2011 WA178
- (730212) 2011 WU178
- (730213) 2011 WW181
- (730214) 2011 WL183
- (730215) 2011 XQ1
- (730216) 2011 XG2
- (730217) 2011 XH5
- (730218) 2011 YJ2
- (730219) 2011 YC3
- (730220) 2011 YO3
- (730221) 2011 YO4
- (730222) 2011 YC7
- (730223) 2011 YV7
- (730224) 2011 YS17
- (730225) 2011 YE18
- (730226) 2011 YC24
- (730227) 2011 YF34
- (730228) 2011 YY36
- (730229) 2011 YR38
- (730230) 2011 YZ41
- (730231) 2011 YS42
- (730232) 2011 YU43
- (730233) 2011 YD47
- (730234) 2011 YA48
- (730235) 2011 YJ49
- (730236) 2011 YG50
- (730237) 2011 YN50
- (730238) 2011 YY51
- (730239) 2011 YE54
- (730240) 2011 YZ57
- (730241) 2011 YU61
- (730242) 2011 YU64
- (730243) 2011 YV71
- (730244) 2011 YY71
- (730245) 2011 YX72
- (730246) 2011 YA73
- (730247) 2011 YP77
- (730248) 2011 YU81
- (730249) 2011 YG84
- (730250) 2011 YB87
- (730251) 2011 YH87
- (730252) 2011 YS90
- (730253) 2011 YD97
- (730254) 2012 AH3
- (730255) 2012 AV4
- (730256) 2012 AT14
- (730257) 2012 AY15
- (730258) 2012 AA16
- (730259) 2012 AB18
- (730260) 2012 AR19
- (730261) 2012 AP20
- (730262) 2012 AY22
- (730263) 2012 AF25
- (730264) 2012 AB26
- (730265) 2012 AF26
- (730266) 2012 AN26
- (730267) 2012 AV26
- (730268) 2012 AY28
- (730269) 2012 AM29
- (730270) 2012 BC4
- (730271) 2012 BJ7
- (730272) 2012 BN8
- (730273) 2012 BP9
- (730274) 2012 BB21
- (730275) 2012 BN21
- (730276) 2012 BS27
- (730277) 2012 BA32
- (730278) 2012 BW37
- (730279) 2012 BR45
- (730280) 2012 BY47
- (730281) 2012 BS48
- (730282) 2012 BS50
- (730283) 2012 BV50
- (730284) 2012 BJ51
- (730285) 2012 BO51
- (730286) 2012 BY54
- (730287) 2012 BT58
- (730288) 2012 BB64
- (730289) 2012 BM64
- (730290) 2012 BT69
- (730291) 2012 BK76
- (730292) 2012 BS80
- (730293) 2012 BO83
- (730294) 2012 BY84
- (730295) 2012 BL90
- (730296) 2012 BK100
- (730297) 2012 BY100
- (730298) 2012 BK101
- (730299) 2012 BL101
- (730300) 2012 BE112
- (730301) 2012 BR113
- (730302) 2012 BL125
- (730303) 2012 BU129
- (730304) 2012 BH130
- (730305) 2012 BK131
- (730306) 2012 BN131
- (730307) 2012 BQ142
- (730308) 2012 BF143
- (730309) 2012 BS147
- (730310) 2012 BG148
- (730311) 2012 BG150
- (730312) 2012 BO156
- (730313) 2012 BG159
- (730314) 2012 BM160
- (730315) 2012 BQ160
- (730316) 2012 BS162
- (730317) 2012 BV162
- (730318) 2012 BE164
- (730319) 2012 BH171
- (730320) 2012 BP171
- (730321) 2012 BX174
- (730322) 2012 CW
- (730323) 2012 CA1
- (730324) 2012 CF11
- (730325) 2012 CB13
- (730326) 2012 CG13
- (730327) 2012 CQ17
- (730328) 2012 CO20
- (730329) 2012 CP21
- (730330) 2012 CT21
- (730331) 2012 CH32
- (730332) 2012 CK35
- (730333) 2012 CB36
- (730334) 2012 CV36
- (730335) 2012 CT38
- (730336) 2012 CV39
- (730337) 2012 CP40
- (730338) 2012 CK41
- (730339) 2012 CK44
- (730340) 2012 CQ45
- (730341) 2012 CK56
- (730342) 2012 CZ56
- (730343) 2012 CP57
- (730344) 2012 CP59
- (730345) 2012 CA60
- (730346) 2012 CS60
- (730347) 2012 CS64
- (730348) 2012 CV66
- (730349) 2012 CC70
- (730350) 2012 DL
- (730351) 2012 DL1
- (730352) 2012 DL2
- (730353) 2012 DT6
- (730354) 2012 DT9
- (730355) 2012 DX11
- (730356) 2012 DQ35
- (730357) 2012 DN36
- (730358) 2012 DE40
- (730359) 2012 DP42
- (730360) 2012 DF43
- (730361) 2012 DP49
- (730362) 2012 DY59
- (730363) 2012 DC62
- (730364) 2012 DQ65
- (730365) 2012 DX67
- (730366) 2012 DA76
- (730367) 2012 DW79
- (730368) 2012 DF87
- (730369) 2012 DU87
- (730370) 2012 DK88
- (730371) 2012 DD93
- (730372) 2012 DA94
- (730373) 2012 DB94
- (730374) 2012 DA98
- (730375) 2012 DB98
- (730376) 2012 DB100
- (730377) 2012 DN100
- (730378) 2012 DY100
- (730379) 2012 DA101
- (730380) 2012 DH103
- (730381) 2012 DZ103
- (730382) 2012 DK115
- (730383) 2012 DH117
- (730384) 2012 DA118
- (730385) 2012 DS120
- (730386) 2012 DP122
- (730387) 2012 DZ122
- (730388) 2012 EA7
- (730389) 2012 EG7
- (730390) 2012 EG12
- (730391) 2012 EP12
- (730392) 2012 EC14
- (730393) 2012 EN17
- (730394) 2012 ET17
- (730395) 2012 EU20
- (730396) 2012 ET25
- (730397) 2012 EM26
- (730398) 2012 EH27
- (730399) 2012 EE29
- (730400) 2012 EK30
- (730401) 2012 FW3
- (730402) 2012 FD4
- (730403) 2012 FQ5
- (730404) 2012 FL7
- (730405) 2012 FM8
- (730406) 2012 FO8
- (730407) 2012 FT8
- (730408) 2012 FZ12
- (730409) 2012 FV15
- (730410) 2012 FD16
- (730411) 2012 FH24
- (730412) 2012 FM26
- (730413) 2012 FD36
- (730414) 2012 FA40
- (730415) 2012 FQ45
- (730416) 2012 FJ46
- (730417) 2012 FG48
- (730418) 2012 FF50
- (730419) 2012 FW51
- (730420) 2012 FE54
- (730421) 2012 FJ55
- (730422) 2012 FJ57
- (730423) 2012 FP57
- (730424) 2012 FZ58
- (730425) 2012 FC59
- (730426) 2012 FT59
- (730427) 2012 FV64
- (730428) 2012 FR67
- (730429) 2012 FY69
- (730430) 2012 FF76
- (730431) 2012 FQ79
- (730432) 2012 FB80
- (730433) 2012 FZ80
- (730434) 2012 FR83
- (730435) 2012 FQ84
- (730436) 2012 FQ86
- (730437) 2012 FV86
- (730438) 2012 FZ87
- (730439) 2012 FF93
- (730440) 2012 FM93
- (730441) 2012 FK96
- (730442) 2012 FG98
- (730443) 2012 FN99
- (730444) 2012 FX100
- (730445) 2012 FZ100
- (730446) 2012 FQ101
- (730447) 2012 FA104
- (730448) 2012 FZ104
- (730449) 2012 GK6
- (730450) 2012 GE9
- (730451) 2012 GE10
- (730452) 2012 GJ12
- (730453) 2012 GE13
- (730454) 2012 GH15
- (730455) 2012 GM15
- (730456) 2012 GT15
- (730457) 2012 GH16
- (730458) 2012 GA19
- (730459) 2012 GD20
- (730460) 2012 GP20
- (730461) 2012 GE23
- (730462) 2012 GH27
- (730463) 2012 GB29
- (730464) 2012 GF31
- (730465) 2012 GL31
- (730466) 2012 GB33
- (730467) 2012 GL33
- (730468) 2012 GK39
- (730469) 2012 GJ40
- (730470) 2012 GF41
- (730471) 2012 GG42
- (730472) 2012 GT47
- (730473) 2012 GT48
- (730474) 2012 GH49
- (730475) 2012 GN50
- (730476) 2012 GM54
- (730477) 2012 HW4
- (730478) 2012 HC6
- (730479) 2012 HZ7
- (730480) 2012 HG10
- (730481) 2012 HQ12
- (730482) 2012 HJ13
- (730483) 2012 HK22
- (730484) 2012 HR25
- (730485) 2012 HQ29
- (730486) 2012 HB30
- (730487) 2012 HX32
- (730488) 2012 HU33
- (730489) 2012 HO35
- (730490) 2012 HF36
- (730491) 2012 HB38
- (730492) 2012 HV41
- (730493) 2012 HN50
- (730494) 2012 HS55
- (730495) Costafrancini
- (730496) 2012 HR60
- (730497) 2012 HK63
- (730498) 2012 HX66
- (730499) 2012 HT70
- (730500) 2012 HM76
- (730501) 2012 HU76
- (730502) 2012 HH77
- (730503) 2012 HV82
- (730504) 2012 HM87
- (730505) 2012 HN87
- (730506) 2012 HR89
- (730507) 2012 HY89
- (730508) 2012 HA90
- (730509) 2012 HH91
- (730510) 2012 HZ93
- (730511) 2012 HS98
- (730512) 2012 HZ98
- (730513) 2012 HB100
- (730514) 2012 HC101
- (730515) 2012 HL101
- (730516) 2012 HG104
- (730517) 2012 HU110
- (730518) 2012 JR3
- (730519) 2012 JX4
- (730520) 2012 JT5
- (730521) 2012 JZ5
- (730522) 2012 JP6
- (730523) 2012 JM7
- (730524) 2012 JW9
- (730525) 2012 JQ11
- (730526) 2012 JL12
- (730527) 2012 JE14
- (730528) 2012 JV17
- (730529) 2012 JM19
- (730530) 2012 JP26
- (730531) 2012 JL28
- (730532) 2012 JB30
- (730533) 2012 JY32
- (730534) 2012 JA39
- (730535) 2012 JL39
- (730536) 2012 JT40
- (730537) 2012 JA41
- (730538) 2012 JG42
- (730539) 2012 JD44
- (730540) 2012 JB49
- (730541) 2012 JJ49
- (730542) 2012 JH52
- (730543) 2012 JP52
- (730544) 2012 JJ55
- (730545) 2012 JO56
- (730546) 2012 JK60
- (730547) 2012 JN60
- (730548) 2012 JQ62
- (730549) 2012 JF67
- (730550) 2012 JE68
- (730551) 2012 JW68
- (730552) 2012 JP69
- (730553) 2012 KO
- (730554) 2012 KD3
- (730555) 2012 KR5
- (730556) 2012 KS5
- (730557) 2012 KU7
- (730558) 2012 KR9
- (730559) 2012 KS13
- (730560) 2012 KX15
- (730561) 2012 KA16
- (730562) 2012 KF17
- (730563) 2012 KL19
- (730564) 2012 KK20
- (730565) 2012 KR23
- (730566) 2012 KW24
- (730567) 2012 KG25
- (730568) 2012 KV25
- (730569) 2012 KH27
- (730570) 2012 KC29
- (730571) 2012 KL29
- (730572) 2012 KL31
- (730573) 2012 KY32
- (730574) 2012 KA33
- (730575) 2012 KL33
- (730576) 2012 KK35
- (730577) 2012 KG36
- (730578) 2012 KG41
- (730579) 2012 KO42
- (730580) 2012 KO47
- (730581) 2012 KQ47
- (730582) 2012 KS47
- (730583) 2012 KU47
- (730584) 2012 KF50
- (730585) 2012 KR54
- (730586) 2012 KM56
- (730587) 2012 KF59
- (730588) 2012 KX59
- (730589) 2012 KJ64
- (730590) 2012 KP64
- (730591) 2012 LO
- (730592) 2012 LK3
- (730593) 2012 LN3
- (730594) 2012 LW5
- (730595) 2012 LO7
- (730596) 2012 LV7
- (730597) 2012 LH12
- (730598) 2012 LX13
- (730599) 2012 LA15
- (730600) 2012 LC16
- (730601) 2012 LG18
- (730602) 2012 LL18
- (730603) 2012 LY19
- (730604) 2012 LX25
- (730605) 2012 LC28
- (730606) 2012 LH31
- (730607) 2012 LJ31
- (730608) 2012 MX1
- (730609) 2012 MM5
- (730610) 2012 MW6
- (730611) 2012 MH9
- (730612) 2012 MK10
- (730613) 2012 MQ11
- (730614) 2012 MC14
- (730615) 2012 MD14
- (730616) 2012 MR15
- (730617) 2012 MQ17
- (730618) 2012 OQ3
- (730619) 2012 OA4
- (730620) 2012 PO2
- (730621) 2012 PY2
- (730622) 2012 PW6
- (730623) 2012 PO9
- (730624) 2012 PE12
- (730625) 2012 PL15
- (730626) 2012 PD17
- (730627) 2012 PJ20
- (730628) 2012 PQ20
- (730629) 2012 PZ20
- (730630) 2012 PU21
- (730631) 2012 PL27
- (730632) 2012 PH28
- (730633) 2012 PT29
- (730634) 2012 PD30
- (730635) 2012 PQ32
- (730636) 2012 PZ33
- (730637) 2012 PO35
- (730638) 2012 PA44
- (730639) 2012 PE45
- (730640) 2012 PM45
- (730641) 2012 PR45
- (730642) 2012 PA50
- (730643) 2012 PV53
- (730644) 2012 PX53
- (730645) 2012 PW57
- (730646) 2012 PA58
- (730647) 2012 QG1
- (730648) 2012 QP1
- (730649) 2012 QB3
- (730650) 2012 QG3
- (730651) 2012 QS3
- (730652) 2012 QY5
- (730653) 2012 QZ5
- (730654) 2012 QE10
- (730655) 2012 QK12
- (730656) 2012 QZ13
- (730657) 2012 QZ18
- (730658) 2012 QC19
- (730659) 2012 QU20
- (730660) 2012 QK22
- (730661) 2012 QJ31
- (730662) 2012 QX31
- (730663) 2012 QT36
- (730664) 2012 QE38
- (730665) 2012 QN38
- (730666) 2012 QN43
- (730667) 2012 QN44
- (730668) 2012 QS44
- (730669) 2012 QJ46
- (730670) 2012 QD53
- (730671) 2012 QM54
- (730672) 2012 QZ59
- (730673) 2012 QB67
- (730674) 2012 QC68
- (730675) 2012 QA69
- (730676) 2012 QS69
- (730677) 2012 QT72
- (730678) 2012 RE6
- (730679) 2012 RW6
- (730680) 2012 RZ6
- (730681) 2012 RD9
- (730682) 2012 RL9
- (730683) 2012 RE13
- (730684) 2012 RH21
- (730685) 2012 RT23
- (730686) 2012 RZ24
- (730687) 2012 RD28
- (730688) 2012 RT28
- (730689) 2012 RF36
- (730690) 2012 RC37
- (730691) 2012 RC47
- (730692) 2012 RE47
- (730693) 2012 RR48
- (730694) 2012 RJ49
- (730695) 2012 SJ
- (730696) 2012 SG4
- (730697) 2012 SX4
- (730698) 2012 SQ7
- (730699) 2012 SL20
- (730700) 2012 SO20
- (730701) 2012 SM24
- (730702) 2012 SM25
- (730703) 2012 SG26
- (730704) 2012 SQ28
- (730705) 2012 SD32
- (730706) 2012 SA40
- (730707) 2012 SQ41
- (730708) 2012 SJ43
- (730709) 2012 SM44
- (730710) 2012 SW45
- (730711) 2012 SW51
- (730712) 2012 SD53
- (730713) 2012 ST54
- (730714) 2012 SQ57
- (730715) 2012 SK58
- (730716) 2012 SU63
- (730717) 2012 SS64
- (730718) 2012 SL67
- (730719) 2012 SP73
- (730720) 2012 SX74
- (730721) 2012 SC80
- (730722) 2012 SX85
- (730723) 2012 SN86
- (730724) 2012 SO86
- (730725) 2012 SU87
- (730726) 2012 SY96
- (730727) 2012 SU103
- (730728) 2012 TE3
- (730729) 2012 TZ3
- (730730) 2012 TN5
- (730731) 2012 TH10
- (730732) 2012 TL15
- (730733) 2012 TK20
- (730734) 2012 TF24
- (730735) 2012 TL24
- (730736) 2012 TT29
- (730737) 2012 TO30
- (730738) 2012 TU33
- (730739) 2012 TL37
- (730740) 2012 TP43
- (730741) 2012 TS45
- (730742) 2012 TA50
- (730743) 2012 TK56
- (730744) 2012 TU56
- (730745) 2012 TP59
- (730746) 2012 TM60
- (730747) 2012 TZ61
- (730748) 2012 TY63
- (730749) 2012 TX64
- (730750) 2012 TL73
- (730751) 2012 TE75
- (730752) 2012 TJ80
- (730753) 2012 TK80
- (730754) 2012 TM81
- (730755) 2012 TQ81
- (730756) 2012 TQ83
- (730757) 2012 TS85
- (730758) 2012 TW88
- (730759) 2012 TS96
- (730760) 2012 TD100
- (730761) 2012 TH100
- (730762) 2012 TJ103
- (730763) 2012 TS105
- (730764) 2012 TD107
- (730765) 2012 TJ114
- (730766) 2012 TB118
- (730767) 2012 TJ118
- (730768) 2012 TG120
- (730769) 2012 TZ122
- (730770) 2012 TX123
- (730771) 2012 TZ123
- (730772) 2012 TB125
- (730773) 2012 TO126
- (730774) 2012 TQ126
- (730775) 2012 TQ131
- (730776) 2012 TW132
- (730777) 2012 TZ132
- (730778) 2012 TC140
- (730779) 2012 TQ140
- (730780) 2012 TS142
- (730781) 2012 TC146
- (730782) 2012 TP146
- (730783) 2012 TX147
- (730784) 2012 TU150
- (730785) 2012 TT156
- (730786) 2012 TX157
- (730787) 2012 TK162
- (730788) 2012 TQ162
- (730789) 2012 TR162
- (730790) 2012 TG166
- (730791) 2012 TR168
- (730792) 2012 TS172
- (730793) 2012 TV177
- (730794) 2012 TL182
- (730795) 2012 TF196
- (730796) 2012 TV202
- (730797) 2012 TL208
- (730798) 2012 TB211
- (730799) 2012 TF211
- (730800) 2012 TM211
- (730801) 2012 TN219
- (730802) 2012 TZ219
- (730803) 2012 TC227
- (730804) 2012 TK237
- (730805) 2012 TL243
- (730806) 2012 TF244
- (730807) 2012 TS245
- (730808) 2012 TV247
- (730809) 2012 TV249
- (730810) 2012 TO251
- (730811) 2012 TP251
- (730812) 2012 TM253
- (730813) 2012 TB261
- (730814) 2012 TC265
- (730815) 2012 TT265
- (730816) 2012 TU269
- (730817) 2012 TA270
- (730818) 2012 TS271
- (730819) 2012 TC274
- (730820) 2012 TD277
- (730821) 2012 TX279
- (730822) 2012 TA280
- (730823) 2012 TG281
- (730824) 2012 TH282
- (730825) 2012 TN282
- (730826) 2012 TT283
- (730827) 2012 TT285
- (730828) 2012 TB286
- (730829) 2012 TW288
- (730830) 2012 TP289
- (730831) 2012 TQ293
- (730832) 2012 TR293
- (730833) 2012 TS297
- (730834) 2012 TO299
- (730835) 2012 TT299
- (730836) 2012 TN300
- (730837) 2012 TA305
- (730838) 2012 TK313
- (730839) 2012 TB316
- (730840) 2012 TZ318
- (730841) 2012 TJ322
- (730842) 2012 TK324
- (730843) 2012 TR324
- (730844) 2012 TR325
- (730845) 2012 TC326
- (730846) 2012 TP327
- (730847) 2012 TN330
- (730848) 2012 TW333
- (730849) 2012 TO335
- (730850) 2012 TC336
- (730851) 2012 TK344
- (730852) 2012 TQ351
- (730853) 2012 TJ355
- (730854) 2012 TW356
- (730855) 2012 TY356
- (730856) 2012 TS360
- (730857) 2012 TZ360
- (730858) 2012 TJ363
- (730859) 2012 TP364
- (730860) 2012 TH365
- (730861) 2012 TE369
- (730862) 2012 TQ374
- (730863) 2012 TV386
- (730864) 2012 TE391
- (730865) 2012 TZ398
- (730866) 2012 US1
- (730867) 2012 UW3
- (730868) 2012 UF9
- (730869) 2012 UH11
- (730870) 2012 UO18
- (730871) 2012 UW18
- (730872) 2012 UR19
- (730873) 2012 UO20
- (730874) 2012 UC25
- (730875) 2012 UG25
- (730876) 2012 UU25
- (730877) 2012 UE26
- (730878) 2012 UF37
- (730879) 2012 UZ39
- (730880) 2012 UV42
- (730881) 2012 UA45
- (730882) 2012 UD49
- (730883) 2012 UZ49
- (730884) 2012 US50
- (730885) 2012 UO53
- (730886) 2012 UJ54
- (730887) 2012 UC75
- (730888) 2012 UD77
- (730889) 2012 UJ77
- (730890) 2012 UM80
- (730891) Patrickdowler
- (730892) 2012 UJ98
- (730893) 2012 UQ102
- (730894) 2012 UH107
- (730895) 2012 UZ108
- (730896) 2012 UN109
- (730897) 2012 UY110
- (730898) 2012 UG111
- (730899) 2012 UC121
- (730900) 2012 UZ125
- (730901) 2012 UN127
- (730902) 2012 UP131
- (730903) 2012 UL133
- (730904) 2012 UB136
- (730905) 2012 UC137
- (730906) 2012 UF144
- (730907) 2012 UH153
- (730908) 2012 UQ156
- (730909) 2012 UY158
- (730910) 2012 UQ164
- (730911) 2012 UY164
- (730912) 2012 UB167
- (730913) 2012 UC167
- (730914) 2012 UK167
- (730915) 2012 UG180
- (730916) 2012 US180
- (730917) 2012 UD184
- (730918) 2012 UV199
- (730919) 2012 UT202
- (730920) 2012 UV210
- (730921) 2012 UO225
- (730922) 2012 UP225
- (730923) 2012 UV235
- (730924) 2012 UL237
- (730925) 2012 UP257
- (730926) 2012 VN1
- (730927) 2012 VH2
- (730928) 2012 VJ2
- (730929) 2012 VJ9
- (730930) 2012 VQ13
- (730931) 2012 VS13
- (730932) 2012 VC14
- (730933) 2012 VE14
- (730934) 2012 VX14
- (730935) 2012 VA15
- (730936) 2012 VZ16
- (730937) 2012 VP19
- (730938) 2012 VW22
- (730939) 2012 VW29
- (730940) 2012 VL42
- (730941) 2012 VU44
- (730942) 2012 VR46
- (730943) 2012 VA50
- (730944) 2012 VY56
- (730945) 2012 VZ57
- (730946) 2012 VR58
- (730947) 2012 VB65
- (730948) 2012 VN67
- (730949) 2012 VU67
- (730950) 2012 VZ68
- (730951) 2012 VU80
- (730952) 2012 VD83
- (730953) 2012 VV86
- (730954) 2012 VM87
- (730955) 2012 VW89
- (730956) 2012 VX92
- (730957) 2012 VV98
- (730958) 2012 VB99
- (730959) 2012 VV103
- (730960) 2012 VU108
- (730961) 2012 VZ109
- (730962) 2012 VQ116
- (730963) 2012 VA122
- (730964) 2012 VR127
- (730965) 2012 VZ128
- (730966) 2012 VC129
- (730967) 2012 VG129
- (730968) 2012 VW129
- (730969) 2012 WA3
- (730970) 2012 WZ4
- (730971) 2012 WN13
- (730972) 2012 WQ13
- (730973) 2012 WD17
- (730974) 2012 WA22
- (730975) 2012 WE23
- (730976) 2012 WU29
- (730977) 2012 WU30
- (730978) 2012 WX30
- (730979) 2012 WB31
- (730980) 2012 WB34
- (730981) 2012 WZ39
- (730982) 2012 WE41
- (730983) 2012 XB1
- (730984) 2012 XQ7
- (730985) 2012 XK8
- (730986) 2012 XM8
- (730987) 2012 XD11
- (730988) 2012 XP14
- (730989) 2012 XQ14
- (730990) 2012 XK23
- (730991) 2012 XB24
- (730992) 2012 XN26
- (730993) 2012 XO26
- (730994) 2012 XH28
- (730995) 2012 XD29
- (730996) 2012 XO29
- (730997) 2012 XK31
- (730998) 2012 XJ36
- (730999) 2012 XX39
- (731000) 2012 XF48